# 含羞云实
含羞云实（学名：Caesalpinia mimosoides）为豆科云实属的植物。分布于缅甸、印度以及中国大陆的云南等地，生长于海拔600米至700米的地区，常生于路旁灌丛，目前尚未由人工引种栽培。